# Obi Emegano
Obinna Clinton Emegano, detto Obi (Lagos, 29 aprile 1993), è un cestista nigeriano con cittadinanza britannica, professionista in Europa.

## Carriera
Con la Nigeria ha disputato i Giochi olimpici di Tokyo 2020.